# Diamond Bitch
Diamond Bitch è il primo album della cantante polacca Doda. Tra i singoli ricordiamo Katharsis e Nie daj się.

## Tracce
1. Całkiem Inna – 3:36
2. To jest to – 3:16
3. Katharsis – 4:14
4. Ćma – 3:25
5. Misja – 3:45
6. Cheerleaderka – 3:40
7. Prowokacja – 3:14
8. Ostatni Raz Ci Zaśpiewam – 4:06
9. Judasze – 3:02
10. Rany – 3:34
11. Dziękuję – 4:39
12. Diamond Bitch – 3:27

### Singoli estratti
- Katharsis
- To jest to
- Nie daj się